# ورزشگاه پتکو پارک

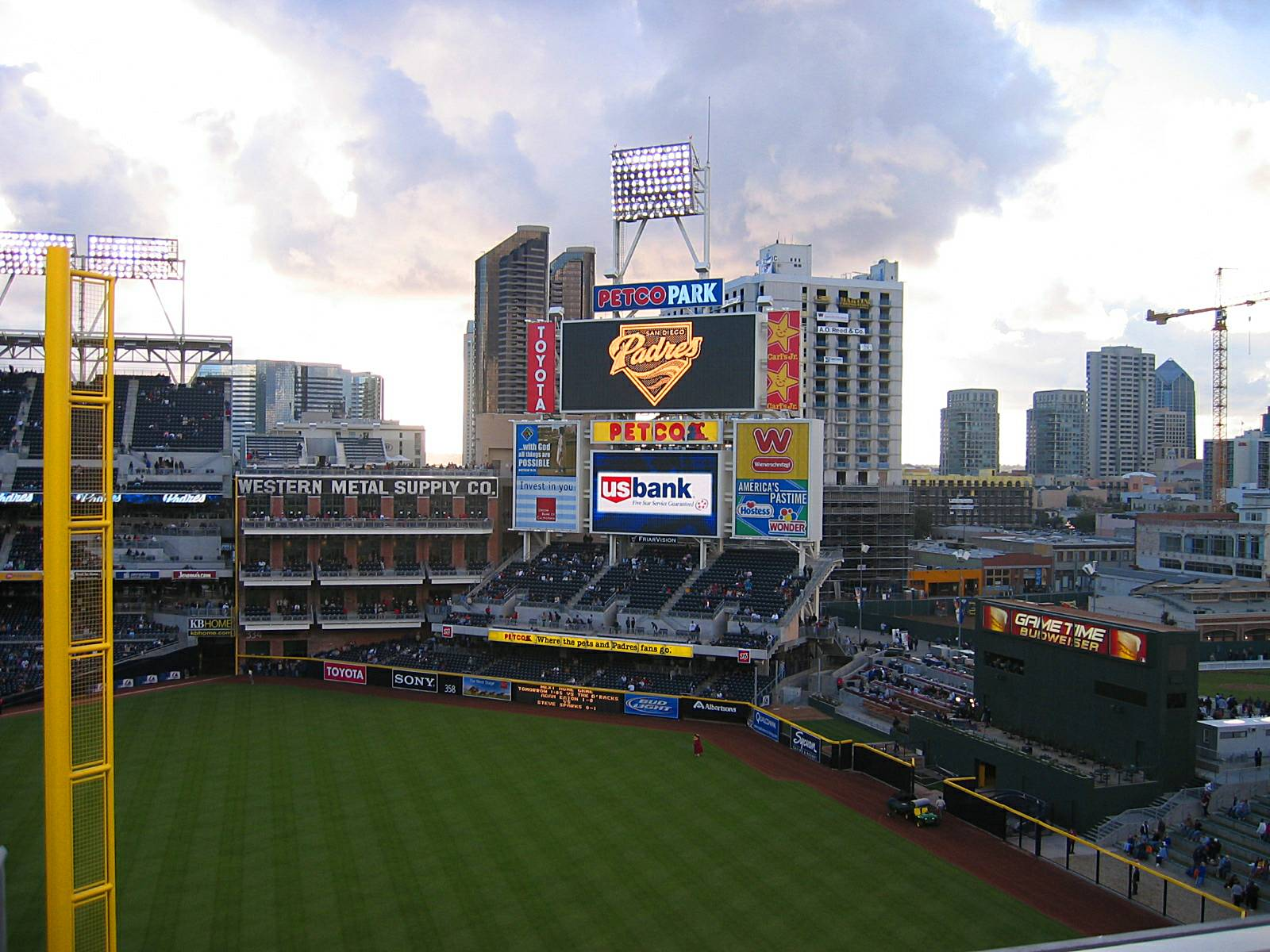

ورزشگاه پتکو پارک (به انگلیسی: PETCO Park) با ظرفیت ۴۲٬۴۴۵ نفر در شهر سن دیگو ایالت کالیفرنیا واقع شده‌است. این ورزشگاه در تاریخ ۲۰۰۴ تأسیس شد و دارای زمین چمن می‌باشد.